# Paul Castle
Paul Castle (Bucaramanga, Colombia, 26 de enero de 1979) es un vocalista y bajista de death metal melódico. Es reconocido por hacer parte de la banda colombiana de death metal melódico Perpetual.

## Biografía
Paul Castle es miembro de la banda de metal melódico Perpetual. Originalmente tocaba el bajo y tomaba el rol de segunda voz, hasta realizar la primera grabación de un sencillo titulado “Inner Messiah”  cuando decidió junto con la banda ser la voz líder y bajista al mismo tiempo. Aparte de Perpetual anteriormente perteneció a bandas locales como Warprophecy, y Cruel death. 
En el año 2006 hizo parte como voz principal y bajista del disco de  Perpetual titulado con el mismo nombre, participando activamente en la composición de letras que hablan de temas como la fantasía, los sueños y el comportamiento del ser humano ante diversas situaciones. Participaría en el mismo año en varios festivales importantes en su país como el "Festival Internacional Altavoz".
En el año 2007, lleva a cabo con Perpetual una gira por el continente Suramericano llamada "Perpetual Dream South America Tour"  donde visita 7 países y más de  40 ciudades, con un éxito total, recibiendo gran aceptación y apoyo por parte del público Suramericano. 
También con la banda ha compartido escenario junto con bandas mundialmente reconocidas como In Flames y Dark Tranquillity, y  también en escenarios locales como vocalista invitado de bandas colombianas.
Paul usa bajos Ibanez, pedales Line 6 y micrófonos Shure.

## Discografía

### Perpetual
- True Metal Subversion 3 (Compilado) -  (2005)
- Primal Lust Ambrosia (Sencillo) - (2006)
- Spreading The Sickness (Compilado) (2006)
- Perpetual (álbum) -  (2007)
- The Golden Beast (Compilado)  - (2008) Tributo a Iron Maiden
- States of Madness (Álbum) -  (2011)

### Videoclips
- Primal Lust Ambrosia (2006)